# Aristolochia rugosa
Aristolochia rugosa är en piprankeväxtart som beskrevs av Jean-Baptiste de Lamarck. Aristolochia rugosa ingår i släktet piprankor, och familjen piprankeväxter. Inga underarter finns listade i Catalogue of Life.